# Albert Chiriaev
Albert Nikolaïevitch Chiriaev, transcrit Albert Nikolayevich Shiryaev dans la littérature scientifique de langue anglaise, en russe : Альбе́рт Никола́евич Ширя́ев, est un mathématicien soviétique russe né le 12 octobre 1934 à Chtchiolkovo. Il est connu pour ses travaux en théorie des probabilités, statistique mathématique et mathématiques financières.

## Biographie
Chiriaev est diplômé de l’université d'État de Moscou en 1957. Il obtient le diplôme de candidat ès sciences en 1961 sous la direction d'Andreï Kolmogorov (titre de la thèse : Optimal Methods on Quickest Detection Problems) et un doctorat russe en sciences physico-mathématiques en 1967 (titre de la thèse de doctorat : On statistical sequential analysis). Depuis 1957, il est membre de l'Institut de mathématiques Steklov, où il dirige le laboratoire de statistiques des processus stochastiques. Depuis 1971, il est professeur à la Faculté de mécanique et de mathématiques de l'université  d'État de Moscou, où il est titulaire de la chaire de théorie des probabilités depuis 1996. Il est élu membre correspondant de l'Académie des sciences de Russie en 1997 et membre titulaire en 2011. Depuis 2007, Chiriaev est également professeur permanent à l'École de mathématiques de l’université de Manchester.

## Prix et distinctions
Chiriaev a reçu le prix Markov en 1974. En 1978, il a donné une conférence plénière au congrès international des mathématiciens de Helsinki (Absolute Continuity and Singularity of Probability Measures in Functional Spaces) et en 1970, il a été conférencier invité au congrès international des mathématiciens de Nice 'Sur les équations stochastiques aux dérivées partielles). En 1994, il a reçu le prix Kolmogorov de l'Académie russe des sciences. En 1996, il a reçu le prix de recherche Humboldt.
Il est membre correspondant de l'Académie russe des sciences depuis 1997, membre titulaire depuis 2011. Il est également membre de l'Academia Europaea et de l'Académie des sciences de New York. De 1989 à 1991, il a été président de la Société Bernoulli. De 1994 à 1998, il a été président de la Société russe des actuaires. En 1985, il nommé membre honoraire de la Société royale de statistiques. En 2000, il est fait docteur honoris causa de l'université de Fribourg-en-Brisgau  et en 2002 de l'université d'Amsterdam, et en  2015 de l'université d'Angers. En 2017, il a reçu la médaille Tchebychev en or de l'Académie russe des sciences.

## Contributions
Ses travaux scientifiques concernent divers aspects de la théorie des probabilités, de la statistique mathématique  et de ses applications. Plus spécifiquement, ses contributions sont dans les domaines suivants :
- théorie non linéaire de  processus stochastiques stationnaires ;
- détection rapide d'effets aléatoires (pour laquelle il a obtenu le prix A. N. Kolmogorov) ;
- filtration non linéaire optimale, équations différentielles stochastiques (prix A. N. Markov de l’Académie des sciences de Russie 1974) ;
- optimisation stochastique, y compris la règle du temps d'arrêt optimal ;
- problèmes de théorie stochastique générale et théorie des martingales ;
- problèmes de finance stochastique (présentés dans sa monographie Essentials of Stochastic Finance, éditions russe et anglaise).

## Publications
D'après zbMATH, Chiriaev est auteur ou coauteur de 271 publications y compris 57 livres, parmi lesquels :
- Stochastic disorder problems, Cham Springer, coll. « Probability Theory and Stochastic Modelling 93 », 2019, xix+397 (ISBN 978-3-030-01525-1, zbMATH 07024676).
- Stochastic disorder problems, Cham Springer, coll. « Probability Theory and Stochastic Modelling 93 », 2019, xix+397 (ISBN 978-3-030-01525-1, zbMATH 07024676).
- Probability-2, Springer, coll. « Graduate Texts in Mathematics (95) », 2019, 3e éd., x+348 (ISBN 978-0-387-72207-8, zbMATH 05185746)
- Probability-1, Springer, coll. « Graduate Texts in Mathematics (95) », 2016, 4e éd., xvii+xvii (ISBN 978-0-387-72205-4, zbMATH 1390.60002).
- avec Ole E. Barndorff-Nielsen, Change of Time and Change of Measure, World Scientific, coll. « Advanced series on statistical science and applied probability (21) », 2015, 2e éd., 344 p. (ISBN 978-981-4678-58-2, DOI 10.1142/9609, présentation en ligne).
- Optimal Stopping Rules, Springer, 2007 (ISBN 978-3-540-74010-0).
- Essentials of Stochastic Finance, World Scientific, coll. « Advanced series on statistical science and applied probability (3) », 1999, 852 p. (ISBN 9789812385192)